# Анатолиј Крутиков
Анатолиј Фјодорович Крутиков (рус. Анатолий Фёдорович Крутиков; 21. септембар 1933 — 8. новембар 2019) био је руски и совјетски фудбалер и тренер. Почасни мајстор спорта СССР-а (1967).
Крутиков је играо у скоро 300 мечева у првенству Совјетског Савеза за ФК Спартак из Москве, освојивши совјетску лигу 1962. и Куп Совјетског Савеза 1963. и 1965. године.
Играо је 9 пута за фудбалску репрезентацију СССР-а и учествовао је на првом Европском првенству 1960. године, где су Совјети били шампиони. 
Једини тренер за време чијег вођства је Спартак испао из прве лиге у СССР-у или Русији (1976. године).
Од 1981. до 1988. директор школе фудбала Спартак (Московска област).
Преминуо је 8. новембра 2019. године у Москви у 87. години. Сахрањен је на Николо-Архангелском гробљу.

## Успеси

### Клуб
- Првенство СССР: 1962.
- Куп СССР: 1963, 1965.